# Laudenbach (Main, Karlstadt)
Der Laudenbach ist ein gut ein Kilometer langer Bach im unterfränkischen Landkreis Main-Spessart, der aus südwestlicher Richtung kommend von links in den Main mündet.

## Verlauf
Der Laudenbach entspringt im westlichen Maindreieck auf der Marktheidenfelder Platte im Naturraum 132.00 Karlstadt-Birkenfelder Kalklößplatten auf einer Höhe von etwa 197 m ü. NN am südlichen Fuße des Schmidsberges, dem Ostsporn der Dürrling Höhe (336 m) in der Flur Springbrunnwiesen südwestlich des Karlstädter Stadtteils Laudenbach.
Der Bach fließt zunächst zwischen dem Südosthang des Schmidsberges und dem Nordwesthang des Geißberges  nordostwärts durch die Wiesen der Flur Am Springbrunnen, dann durch die Flur Am Frauenbrunnen und erreicht dann den Südwestrand von Laudenbach.
Er passiert weiterhin nordostwärts zum Teil unterirdisch verdolt den Stadtteil, unterquert dabei noch die Himmelstadter Straße  (St 2300) und mündet schließlich im Naturraum 133.00 Karlstädter Maintal  am Nordrand von Laudenbach auf einer Höhe von ungefähr  157 m in den Bettelwiesen etwas oberhalb des Yachthafens von  links in den aus dem Ostsüdosten heranfließenden Main.